# Landkreis Friesland
Landkreis Friesland är ett distrikt (Landkreis) i det tyska förbundslandet Niedersachsen. Distriktet gränsar i väster till distriktet Wittmund, i norr till Nordsjön och Vadehavet, i öster ligger havsviken Jadebusen och floden Jade. Distriktet gränsar även till staden Wilhelmshaven. Söder om Friesland ligger distrikten Wesermarsch, Ammerland och Leer. Till distriktet hör också den ostfriesiska ön Wangerooge.

## Historia
Geografiskt är distriktet en del av halvön Ostfriesland, men politiskt-kulturellt ligger distriktet öster om Ostfriesland. Distriktet hör historiskt till det frisiska området i Tyskland, men tillhörde aldrig grevskapet Ostfriesland. Distriktet har i stället tillhört olika andra tyska furstendömen, senast storhertigdömet Oldenburg. Friesland räknas därför ofta som en del av det som brukar kallas Oldenburger Land.  
Det nuvarande distriktet bildades genom en förvaltningsreform i Oldenburg 1933, då de dåvarande distrikten Varel och Jever slogs samman. Efter kriget kom distriktet att tillhöra det 1946 nybildade förbundslandet Niedersachsen.

## Geografi
Distriktet ligger inom det nordtyska låglandet och präglas i första hand av marskland, följt av geest och myr. Liksom många andra delar av Ostfriesland präglas landskapet av jordbruk och buskar och träd beväxta vallar, så kallade vallhäckar, som gränsar av ängsmark och utgör skydd mot den ofta hårda vinden från Nordsjön. 

## Näringsliv
Förutom jordbruket spelar turismen en viktig roll för distriktets näringsliv. Turister söker sig i första hand till ön Wangerooge och kustområdet längs Nordsjön (Vadehavet). 

## Städer och kommuner i Friesland
I förvaltningsrättslig mening finns i modern tid ingen skillnad mellan begreppet Stadt (stad) gentemot Gemeinde (kommun). 
| - Bockhorn - Jever (stad) | - Sande - Schortens (stad) | - Varel (stad) - Wangerland | - Wangerooge - Zetel |